# 10e étape du Tour d'Espagne 2015
La 10e étape du Tour d'Espagne 2015 s'est déroulée le lundi 31 août 2015, entre Valence et Castellón de la Plana, sur une distance de 146,6 km.

## Résultats

### Classement de l'étape
| Classement de l'étape | Classement de l'étape | Classement de l'étape | Classement de l'étape  | Classement de l'étape |
|                       | Coureur               | Pays                  | Équipe                 | Temps                 |
| --------------------- | --------------------- | --------------------- | ---------------------- | --------------------- |
| 1er                   | Kristian Sbaragli     | Italie                | MTN-Qhubeka            | en 3 h 12 min 43 s    |
| 2e                    | John Degenkolb        | Allemagne             | Giant-Alpecin          | + 0 s                 |
| 3e                    | José Joaquín Rojas    | Espagne               | Movistar               | + 0 s                 |
| 4e                    | Tosh Van der Sande    | Belgique              | Lotto-Soudal           | + 0 s                 |
| 5e                    | José Gonçalves        | Portugal              | Caja Rural-Seguros RGA | + 0 s                 |
| 6e                    | Matteo Montaguti      | Italie                | AG2R La Mondiale       | + 0 s                 |
| 7e                    | Jens Keukeleire       | Belgique              | Orica-GreenEDGE        | + 0 s                 |
| 8e                    | Daryl Impey           | Afrique du Sud        | Orica-GreenEDGE        | + 0 s                 |
| 9e                    | Pieter Serry          | Belgique              | Etixx-Quick Step       | + 0 s                 |
| 10e                   | Valerio Conti         | Italie                | Lampre-Merida          | + 0 s                 |
| modifier              |                       |                       |                        |                       |

### Classements à l'issue de l'étape

#### Classement général
| Classement général | Classement général | Classement général | Classement général | Classement général  |
|                    | Coureur            | Pays               | Équipe             | Temps               |
| ------------------ | ------------------ | ------------------ | ------------------ | ------------------- |
| 1er                | Tom Dumoulin       | Pays-Bas           | Giant-Alpecin      | en 38 h 34 min 56 s |
| 2e                 | Joaquim Rodríguez  | Espagne            | Katusha            | + 57 s              |
| 3e                 | Esteban Chaves     | Colombie           | Orica-GreenEDGE    | + 59 s              |
| 4e                 | Nicolas Roche      | Irlande            | Sky                | + 1 min 7 s         |
| 5e                 | Fabio Aru          | Italie             | Astana             | + 1 min 13 s        |
| 6e                 | Alejandro Valverde | Espagne            | Movistar           | + 1 min 17 s        |
| 7e                 | Nairo Quintana     | Colombie           | Movistar           | + 1 min 17 s        |
| 8e                 | Chris Froome       | Grande-Bretagne    | Sky                | + 1 min 18 s        |
| 9e                 | Rafał Majka        | Pologne            | Tinkoff-Saxo       | + 1 min 47 s        |
| 10e                | Domenico Pozzovivo | Italie             | AG2R La Mondiale   | + 1 min 52 s        |
| modifier           |                    |                    |                    |                     |